# Bartolomej Majerník
Bartolomej Majerník (* 23. srpna 1952, Ptičie) je bývalý slovenský fotbalista, obránce.

## Fotbalová kariéra
S fotbalem začínal v Chemlonu Humenné. V roce 1976 o něj měli zájem v Interu Bratislava a Lokomotívě Košice, ale dal přednost Prešovu. V československé lize hrál za Tatran Prešov. Nastoupil ve více než 100 ligových utkáních a dal 8 gólů. Po odchodu z Prešova hrál v nižších soutěžích za Partizán Bardejov, Vyšnou Šebastovou, Mestisko a rodné Ptičie.

## Ligová bilance
| Ročník                                   | Zápasy | Góly | Klub          |
| ---------------------------------------- | ------ | ---- | ------------- |
| 1. československá fotbalová liga 1977/78 | -      | 3    | Tatran Prešov |
| 1. československá fotbalová liga 1978/79 | 29     | 0    | Tatran Prešov |
| 1. československá fotbalová liga 1980/81 | 20     | 2    | Tatran Prešov |
| 1. československá fotbalová liga 1981/82 | 30     | 0    | Tatran Prešov |
| 1. československá fotbalová liga 1982/83 | 14     | 3    | Tatran Prešov |
| CELKEM 1. liga                           | -      | 8    |               |